# قاصدک (شعر)
«قاصدک» عنوان یکی از مشهورترین شعرهای مهدی اخوان ثالث (م. امید) است. این شعر در چهار بند با خطاب قرار دادن قاصدک از جانب راوی سروده شده‌است.

## بازآفرینی
قاصدک یکی از شعرهای آلبومی با همین نام با صدای محمدرضا شجریان است.